# Michael Holmes
Michael John Holmes (Farnborough, 6 de junho de 1938) é um politico britânico, antigo líder do Partido da Independência do Reino Unido (UKIP) e membro do Parlamento Britânico.
Eleito líder do UKIP em 1997, ele e outros dois políticos do mesmo partido foram eleitos para o Parlamento Europeu. No ano seguinte, abandonou a liderança do partido devido a uma luta de poder com o Comité Executivo Nacional do UKIP. Pouco tempo depois abandonou o partido, mas continuou a ser membro independente do parlamento, até 2002.